# Le Film de l'été
Pour plus de détails, voir Fiche technique et Distribution.
Le Film de l'été est un film franco-belge réalisé par Emmanuel Marre et sorti en 2017.

## Synopsis
Profitant de la voiture de son ami Aurélien, devant raccompagner Balthazar, son fils de 9 ans, chez sa mère à Marseille, Philippe les accompagne jusqu'à Lyon, où il a trouvé un emploi possible. Dépressif depuis le départ de sa femme, il tente néanmoins de sauver les apparences devant l'enfant. Le rendez-vous avec la mère de Balthazar est différé de trois jours, le voyage se prolonge... Trois jours d'été tissés de paysages traversés, de libres conversations, de confidences et d'échanges entre Philippe et le garçonnet.

## Fiche technique
- Titre : Le Film de l'été
- Réalisation : Emmanuel Marre
- Scénario : Emmanuel Marre
- Photographie : Olivier Boonjing
- Son : Vincent Villa
- Montage : Nicolas Rumpl
- Sociétés de production : Michigan Films - Kidam
- Pays de production :  France -  Belgique
- Durée : 30 minutes
- Date de sortie : France - avril 2017 (présentation au festival de Brive)[1]

## Distribution
- Jean-Benoît Ugeux
- Balthazar Monfé
- Vincent Minne
- Aurore Fattier

## Distinctions

### Récompenses
- Prix Jean-Vigo 2017[2]
- Mention du jury au Grand Prix Europe - Prix Ciné + - Prix format court au Festival du cinéma de Brive 2017
- Grand prix du Festival international du court métrage de Clermont-Ferrand 2017
- Prix du public au Festival Côté court de Pantin 2017
- Prix de la meilleure photographie pour un film français au Festival Silhouette de Paris 2017
- Prix spécial au Festival international du court-métrage de Kiev 2017
- Prix du meilleur court métrage - Prix de la meilleure photographie au Festival international du film francophone de Namur 2017
- Meilleure fiction au festival Lisboa 2017

### Sélections
- Brussels short Film Festival 2017
- Berlinale 2017
- Festival du cinéma européen de Lille 2017
- International short film Festival Nijmegen 2018